# Joan Gols i Soler
Joan Gols i Soler (Tarragona, 1894 - Caracas, 22 de juliol de 1947) va ser músic, dibuixant i pedagog.

## Biografia
Estudià medicina, de primer, però abandonà els estudis per col·laborar en la tasca musical del seu pare, Josep Gols i Veciana. El 1920 es traslladà a Barcelona per fer-hi de mestre de capella de l'església de Santa Maria del Mar. Dibuixà ex-libris i, amb el pseudònim Jhon, caricatures. Va ser periodista del Diari de Barcelona, sots-director i crític musical de La Nau i publicà a les revistes infantils En Patufet, L'Estevet i Virolet.
Juntament amb Ventura Gassol inicià la col·lecció La Novel·la Estrangera el 1924; en Gols hi figurava com a administrador. Al novembre del mateix any, però, en Joan Gols ajudava en Gassol a travessar la frontera francesa, per mor de persecució política.
En els anys trenta recollí música popular catalana en les expedicions de recerca de l'Obra del Cançoner Popular de Catalunya.
La Guerra Civil el menà a l'exili veneçolà (1940), on es guanyà la vida fent de dibuixant a la Dirección General de Estadística. Amb la seva esposa Mercè, filla del director d'orquestra Rodolfo Cavagliani, fundà i dirigí l'Instituto Montessori de San Jorge, una institució avançada en la pedagogia. També portà la direcció de la institució jueva Colegio Moral y Luces "Herzl-Bialik" (1946-1947). Col·laborà amb el programa radiofònic L'Hora Catalana, que s'emetia a diverses capitals americanes. El 1942 creà la Coral Catalana de Caracas; en morir, el 1947, hi continuà la seva obra el seu fill, en Marçal Gols i Cavagliani.
En els Jocs Florals de la Llengua Catalana de Caracas, del 1966, la Coral del Centre Català de Caracas dotà un premi Joan Cols, que guanyà el Cicle de Cançons de Narcís Costa i Horts.
Es va casar amb Mercè Cavagliani.

## Obra musical
- Adéu siau dos amors, recollida i harmontzada per a veu i piano
- Amor inconstant, recollida i harmontzada per a veu i piano
- Ara vé el mes de maig, cançó per a quatre veus mixtes
- Blancafort, cançó per a quatre veus mixtes
- El bon caçador, recollida i harmontzada per a veu i piano
- Clara albada (1934), sardana
- L'enramada, cançó popular catalana, harmonització de Joan Gols
- El fill de Don Gallardó, cançó per a quatre veus mixtes
- L'Hereu Riera, arranjament de la cançó popular catalana per a quatre veus mixtes
- El pobret alegre, cançó popular catalana, harmonització de Joan Gols
- Ruixat d'estiu, sardana
- Els tres tambors, arranjament de la cançó popular catalana per a quatre veus mixtes

- Cançons populars catalanes Barcelona: Boileau, s.d. (comprèn Els segadors -- L'enramada -- La dama d'Aragó -- Tres ninetes hi ha a França -- L'enamorat -- Cançó de les mentides -- El rossinyol -- La pastoreta -- Flor de gessami -- El pardal -- Diumenge de rams -- A vos, verge Maria -- El cant dels ocells -- Nit de vetlla -- El desembre congelat)

## Obra literària

### Creació
- Els almogàvers Badalona: Proa, 1929
- L'aranyeta d'or Badalona: Proa, 1930
- En Bonhome i en Malhome Badalona: Proa, 1930
- Els dotze treballs d'Hèrcules explicats als infants Badalona: Proa, 1929
- Ni amor ni llei Badalona: Proa, 1931

### Traducció
- Almquist El bon pastor Barcelona: La Novel·la Estrangera, 1924
- August Blanche Carles Utter Barcelona: La Novel·la Estrangera, 1924
- Zane Grey La heroína de Fort Henry Barcelona: Juventud, 1933 [reed. 1968]
- M.Mússorgski, versión española de Alexis Markoff y Juan Gols Borís Godunov. Drama musical nacional en 4 actos y 9 cuadros Moscou: W.Bessel; Berlin: Breitkopf & Härtel, ca. 1908
- Modest Mússorgski, lletra i música Infantívoles (La cambra dels nens) = Infantiles (El cuarto de los niños) Barcelona: Boileau, 1975

## Il·lustració
- Ventura Gassol El mur de roses Barcelona: L'Avenç Gràfic, 1924
- Ventura Gassol L'oncle Neus. L'ombra del diable. L'escorçó del destí Barcelona: Imp. L'Avenç Gràfic, s.a.
- Alfons Maseras L'hort de cascalls. L'enterniment d'en Gànguil. Un crim Barcelona: Els Contistes Catalans, 1924
- Alfons Nadal Les paraules del savi. L'avi Brau. El negat faceciós Barcelona: Els Contistes Catalans, 1924